# Platygyra verweyi
Platygyra verweyi là một loài san hô trong họ Faviidae. Loài này được Wijsman-Best mô tả khoa học năm 1976.